# Rheinischer Kapitalismus
Der Begriff Rheinischer Kapitalismus wurde von dem französischen Wirtschaftswissenschaftler und Versicherungsmanager Michel Albert 1991 in seinem Buch Kapitalismus contra Kapitalismus geprägt. Er stellte diesen als Kapitalismusmodell dem „neo-amerikanischen“ Modell der kapitalistischen Marktwirtschaft gegenüber, das die Regierungen Ronald Reagans und Margaret Thatchers eingeführt hätten. Während dieses mehr vom Gedankengut Friedrich von Hayeks und Milton Friedmans geprägt sei, besitze der Rheinische Kapitalismus, insbesondere in seiner deutschen Version der sozialen Marktwirtschaft, sozialstaatliche Einrichtungen. Albert beschreibt das rheinische Modell als gerechter, effizienter und weniger gewalttätig. Gleichwohl bewirkten die stärkere Wirtschaftsdynamik, die hohen Verdienstmöglichkeiten für Einzelne sowie komplexe psychologische Phänomene und die Berichterstattung in den Medien, dass das amerikanische Modell als das attraktivere und dynamischere erscheine.

## Definition
Zum Rheinischen Kapitalismus gehört laut Albert, dass eher die Banken und weniger die Börsen das Finanzgeschehen bestimmten, die engen wirtschaftlichen Verflechtungen zwischen Banken und Unternehmen, eine ausgewogenere Machtbalance zwischen Anteilseignern und Management, die Sozialpartnerschaft zwischen Gewerkschaften und Arbeitgebern, durch die duale Berufsausbildung besser ausgebildete und loyalere Belegschaften, eine stärkere staatliche Regulierung wirtschaftlichen Handelns (Marktregulierung) und schließlich vor allem in der Bevölkerung geteilte Werte bezüglich einer egalitäreren Gesellschaft und der Wahrnehmung gemeinschaftlicher Interessen.
Nach Albert unterscheiden sich die Märkte in beiden Modellen nicht (mit Ausnahme der Religionen) bezüglich der als nicht handelbar eingeschätzten Güter. Erhebliche Unterschiede liegen jedoch in der Einschätzung der handelbaren und der gemischten (bedingt handelbaren) Güter.
1. Religionen seien im rheinischen Modell nicht handelbare Institutionen, während sie in den USA zunehmend wie gemischte Institutionen geführt würden.
2. Unternehmen seien im neo-amerikanischen Modell eine Ware wie jede andere, während sie im rheinischen Modell halb als Gemeinschaftsbesitz angesehen würden.
3. Arbeitsentgelte, welche im neo-amerikanischen Modell stark von Marktschwankungen abhingen, bezögen sich im rheinischen Modell weniger auf die Produktivität der Empfänger als auf Kriterien wie Qualifikation oder Tarife.
4. Wohnungen seien neo-amerikanisch Handelsgüter, rheinisch gemischte, welche durch sozialen Wohnungsbau subventioniert würden.
5. ÖPNV werde zwar auch in den USA durchaus reguliert, sei aber mehr ein freies als ein gemischtes Gut.
6. Medien seien in den USA traditionell kommerziell. Während im rheinischen Modell eine Bewegung hin auf ein freies Gut stattfinde, sei in den USA eine genau gegenteilige Tendenz zu beobachten.
7. Das Bildungswesen unterliege im neo-amerikanischen Modell klar den Marktgesetzen.
8. Gesundheits- und Rechtswesen: Hier würden im rheinischen Modell die Freien Berufe, vor allem Ärzte und Anwälte, darauf ausgelegt, ihre Mitglieder vor Bedürftigkeit zu bewahren, damit sie sich frei und uneigennützig dem Dienst an der Allgemeinheit widmen könnten. Der Dienst sei mehr eine Ehre, das Honorar habe daher den Charakter eines Ehrensoldes und nicht eines Entgeltes.

Zwei angelsächsische Autoren, Peter A. Hall und David Soskice, haben die These unterschiedlicher Kapitalismen in einer umfangreichen empirischen und international vergleichenden Untersuchung weiterverfolgt und zu einer Typologie von (a) liberalen und (b) koordinierten Marktwirtschaften mit unterschiedlichen Institutionen und Governance-Systemen verdichtet. Paradigmatisch für koordinierte  Marktökonomien gilt die deutsche Ausprägung des Rheinischen Kapitalismus, die Soziale Marktwirtschaft, wobei mehr auf die sozialstaatliche Praxis als auf das ursprüngliche Konzept Erhards und Müller-Armacks Bezug genommen wird.
Der Begriff Rheinischer Kapitalismus wird als Anspielung auf den damaligen Regierungssitz Bonn am Rhein verstanden und vor allem auch damit verbunden, dass in Bad Godesberg am Rhein mit dem Godesberger Programm die deutsche Sozialdemokratie diese Form des Kapitalismus akzeptierte, andererseits mit den Prinzipien der Sozialstaatlichkeit in Verbindung gebracht, der die Gesamtheit der an den Rhein grenzenden Staaten, „von den Niederlanden bis in die Schweiz“, sowie Skandinavien und Japan auszeichne.
Als politisches Schlagwort hat sich die Verwendung des Begriffs Rheinischer Kapitalismus mitunter von der Definition Alberts gelöst und wird als „Kuschelkapitalismus“ oder „Klüngelwirtschaft“ der Sozialen Marktwirtschaft im Sinne Ludwig Erhards entgegengesetzt. Für Herbert Giersch wird der Rheinische Kapitalismus eher von Persönlichkeiten wie Konrad Adenauer oder Hermann Josef Abs als von Ludwig Erhard symbolisiert.

## Rezeptionen
Nach Michael Spangenberger sei es Michel Albert gelungen, „den Inhalt der Sozialen Marktwirtschaft im Begriff des ‚Rheinischen Kapitalismus‘ zu internationalisieren und somit die Grundlage für den Vergleich zwischen einem neoliberalen, angloamerikanischen Kapitalismusverständnis und einem Kapitalismus mit christlicher Wertbindung zu legen“. Der Bielefelder Wirtschaftshistoriker Werner Abelshauser konstatiert: „Die Soziale Marktwirtschaft – nicht das Konzept, sondern die Praxis – wurde in der Zeit nach 1945 zum Markenzeichen der deutschen Version des Rheinischen Kapitalismus“. Der italienische Rechtswissenschaftler und ehemalige Europaminister Rocco Buttiglione versteht darunter „die Soziale Marktwirtschaft – nicht als allgemeines theoretisches Gefüge, sondern in der konkreten Form, welche sie in Deutschland im Laufe der Jahre angenommen hat. Das ‚Rheinische Modell‘ ist für uns also kein theoretisches, sondern ein praktisches, tatsächlich verwirklichtes Modell, das vielleicht und innerhalb gewisser Grenzen eine richtungsweisende Rolle für die ganze Europäische Union haben kann“. Walther Müller-Jentsch konstatiert, dass sich die Diskussion über die geeignetste Wirtschaftsordnung auf die Alternativen Rheinischer Kapitalismus versus neo-amerikanisches Modell verengt habe.
Der Ökonom Gerhard Willke kritisierte 2006 in seinem Werk „Kapitalismus“ die Tendenz, den guten rheinischen Kapitalismus gegen den schlechten angloamerikanischen Kapitalismus auszuspielen, als einseitig. Die Beschäftigungsbilanz „einiger ‚rheinischer' Systeme“ falle negativ ins Gewicht. Alberts Erklärung für die Attraktivität des angloamerikanischen Modells sei zudem nicht befriedigend, eine bessere Erklärung sei die „aufgrund spezifischer Bedingungen (z. B. massive Steuervergünstigungen für Kapitaleinkünfte seit den 1980er Jahren, geringere Belastung mit Lohnnebenkosten etc.)“ deutlich höhere Kapitalrendite.
Der Wirtschaftshistoriker Werner Abelshauser geht davon aus, dass der Rheinische Kapitalismus als Gegensatz zum anglo-amerikanischen Kapitalismus (in Europa auf den Britischen Inseln, in Irland und Island) und zum mediterranen Kapitalismus (in Spanien, Portugal, in den südlichen Teilen Frankreichs und im südlichen Italien, dem „Mezzogiorno“) wahrgenommen werde. Die Transformationsländer Osteuropas (Länder des Baltikums und der einstigen österreichisch-ungarischen Doppelmonarchie) würden sich in Richtung des Rheinischen Kapitalismus bewegen.
Hans-Peter Klös vom Institut der deutschen Wirtschaft verglich im Juni 2010 die Auswirkungen der Finanzkrise ab 2007 auf die Arbeitsmärkte: „5,4 Millionen Menschen sind […] in den USA arbeitslos geworden, per saldo und saisonbereinigt. In Deutschland waren es 54.000. Das liegt schon im Bereich der normalen monatlichen Schwankungsbreite. Die Welt spricht von einem neuen deutschen Beschäftigungswunder.“ Dies liege daran, dass die deutschen Unternehmen „das beispiellose Schrumpfen der Wirtschaftsleistung um 4,9 Prozent […] überwiegend intern ausgleichen können“, also durch den „Abbau von Arbeitszeitkonten, das Anpassen der betrieblichen Arbeitszeit, natürlich auch der flexible Einsatz des vom Staat als stressmildernder Betablocker bereitgestellten Instruments der ‚konjunkturellen Kurzarbeit‘“. „Die externe Flexibilität, also die Anpassung über Entlassungen und umgekehrt über schnelles Wiedereinstellen im Aufschwung – das ist in Deutschland eben viel weniger ausgeprägt als etwa in den USA“. „‚Auf diese Krise‘, so lautet der Befund, hat auch der Rheinische Kapitalismus auf seine Weise angemessen, flexibel, schnell und adäquat reagiert‘“. Rolf Kroker bestätigt: „die deutsche Antwort auf die Krise habe durchaus ihre Strahlkraft“.

## Zitat
Der Bielefelder Wirtschaftshistoriker Werner Abelshauser meinte in einem Interview mit der Tagesschau vom 8. Oktober 2008:

„Es gab einen Kulturkampf zwischen dem Standardkapitalismus, der siegreich den Globus beherrscht, und dem ‚Rheinischen Kapitalismus‘, also dem Organisationsmodell, das von Skandinavien bis Norditalien, von der Seine bis an die Oder praktiziert wird. Die sich jetzt abzeichnende Katastrophe ist ein Grund dafür, dass in diesem Kulturkampf das europäische Modell wieder stärker wird.“